# Mario Fillinger
Mario Fillinger (ur. 10 października 1984 w Pirnie) – niemiecki piłkarz, który od sezonu 2008/2009 reprezentuje barwy Hansy Rostock. Wcześniej grał w Hamburger SV i Chemnitzer FC.